# Maika Ceres
Maika Ceres (19 tháng 7 năm 1982) là một ca sĩ và nhạc sĩ giọng nữ cao được đào tạo bài bản ở Uruguay. Cô hiện đang cư trú tại Bavaria, Đức.

## Tuổi thơ và hình thành
Maika Ceres được sinh ra tại thành phố Montevideo, Uruguay. Cô là người có nguồn gốc Bồ Đào Nha, Ý và Tây Ban Nha. Năm 6 tuổi, cô bắt đầu chơi piano và học các bài học piano cổ điển trong 9 năm cũng như học hát nhưng bắt đầu luyện giọng cổ điển từ năm 17 tuổi, chuyên về nhạc Lied. Cô cũng chơi Sáo Mỹ bản địa (Lakota) và tambourine truyền thống Galicia (pandeireta galega).
Trong các chương trình biểu diễn của mình, cô đã hát bằng tiếng Ý, tiếng Bồ Đào Nha, tiếng Galicia, tiếng Anh, tiếng Đức và tiếng Séc cũng như tiếng mẹ đẻ Tây Ban Nha.
Ceres cũng là một cung thủ truyền thống  và sử dụng cung tên cho các hoạt động và thi đấu. 

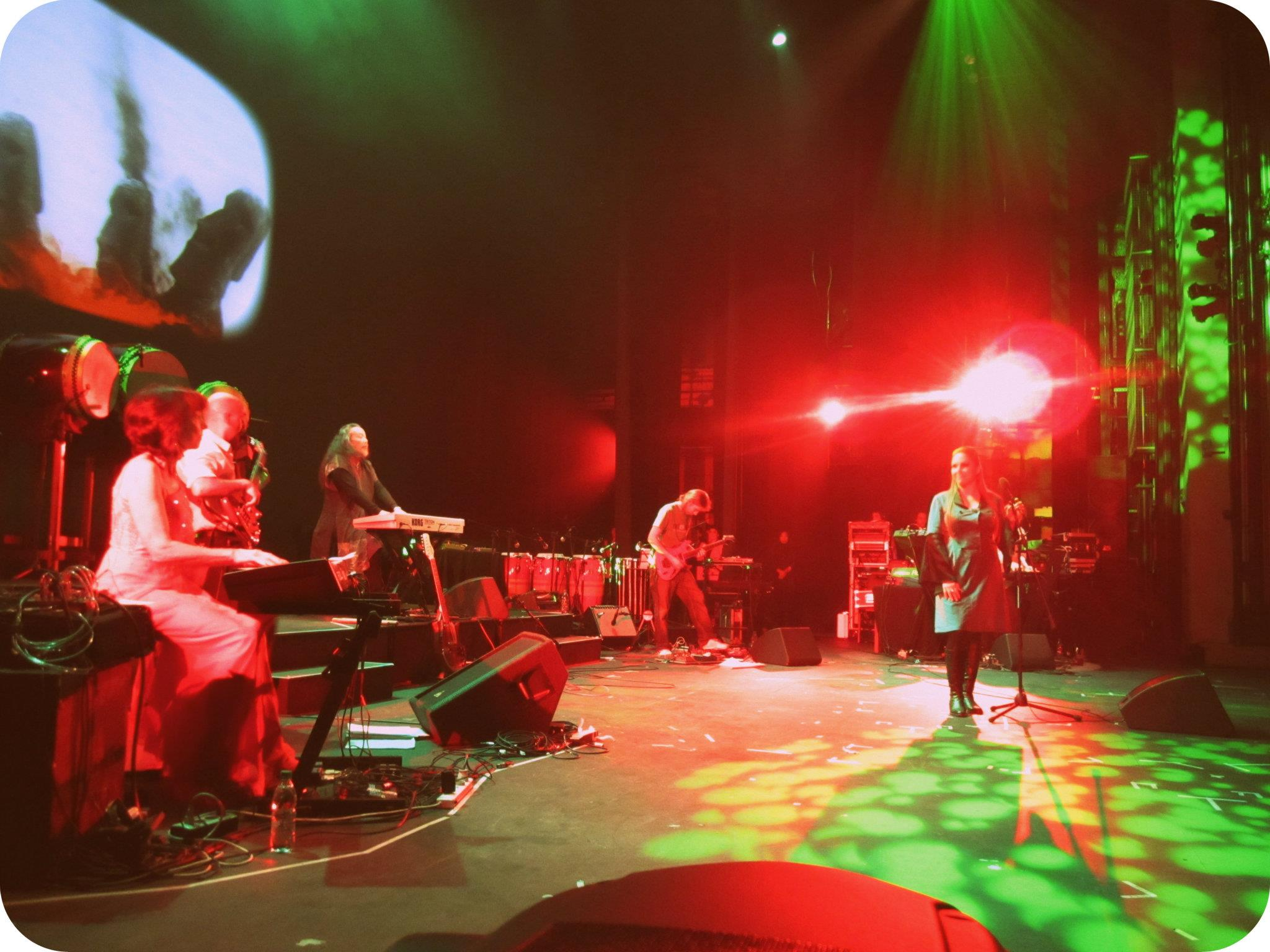
Maika Ceres trên sân khấu với Kitaro và Suzanne Ciani, tháng 3 năm 2012.

### 2005-2012: Sự nghiệp âm nhạc
Cô cũng đã hát nhiều bài hát cho UNICEF và các tác phẩm ghi công âm nhạc khác nhau.
Từ năm 2008, cô làm việc với Emil Montgomery, một nhà sản xuất / nhà soạn nhạc âm nhạc điện tử thử nghiệm. Với anh, cô đã mời buổi hòa nhạc lớn đầu tiên của mình: Astrodomus, tại Piria's Castle, vào ngày 27 tháng 2 năm 2009, trước hơn 20.000 người.
Cô là một phần của "Con đường của mặt trời, một quốc gia hòa nhạc" - một tour du lịch quốc gia nhằm quảng bá di sản văn hóa và lịch sử của Uruguay thông qua các chương trình ở các vùng khác nhau của đất nước này.